# Futbola Klubs Daugava Rīga
Il Futbola Klubs Daugava Rīga, o più semplicemente Daugava Riga, era una società calcistica lettone di Riga.

## Storia
Il club fu fondato nel 1944 con il nome di Daugava Riga, dal nome del fiume Daugava. Ha debuttato nel campionato lettone nel 1946 finendo 5º su 8 squadre. Nel 1948 raggiunse la Dinamo Rīga come seconda squadra lettone a giocare nella seconda serie del campionato sovietico. Nel 1949, grazie anche ad una riorganizzazione dei campionati, il Daugava fu promosso nella massima serie dove rimase fino al 1952.
Negli anni successivi il Daugava non riuscì a lottare per la promozione in massima serie, finché nel 1960, grazie ad una nuova riorganizzazione dei campionati, la squadra raggiunse la massima serie sovietica. La prima stagione fu la migliore, con la squadra che chiuse dodicesimo su 22. Nel 1962 la squadra fu nuovamente retrocessa.
In seguito l'anno in cui il Daugava fu più vicino alla promozione fu il 1967, quando finì secondo; in seguito i risultati peggiorarono finché nel 1971 il club fu retrocesso in terza serie. Qui rimase per diversi anni, fino al 1981, ad eccezione di una parentesi nel 1975.
Dal 1981 il Daugava fu protagonista dei campionati di seconda serie che vinse nel 1985: ciò non bastò ad ottenere la promozione in massima serie, visto che era previsto un ulteriore turno di play-out che vide la squadra finire terza, con solo due posti disponibili. Anche l'anno seguente il Daugava fu vicino alla promozione, ma finì terza penalizzata dai troppi pareggi.
Difficoltà finanziarie portarono il club alla retrocessione nel 1989; il ritorno in seconda serie si ebbe subito, con il secondo posto nel Girone Ovest. Nel 1991, ultimo anno di esistenza dell'Unione Sovietica, la squadra finì ultima in seconda serie, con molti dei suoi giocatori che si erano trasferiti nelle squadre lettoni di Pārdaugava, Skonto e RAF Jelgava

### Dopo la scomparsa
Approfittando della scomparsa del club diverse altre società hanno utilizzato il nome di Daugava, prima tra tutte il Pārdaugava che era nata come una sorta di formazione riserve che giocava nel campionato regionale lettone. Nel 1991 il club in seguito noto come Olimpija Rīga disputava il campionato lettone ed ebbe tale nome, mentre già l'anno seguente prese il nome di Kompar-Daugava, prima di arrivare alla denominazione finale di Olimpija Rīga.
Nel 1996 fu la volta del Torpedo Rīga che fu rinominato Daugava Rīga, nome con cui partecipò alle competizioni UEFA in due circostanze; non c'era però alcuna contiguità storica con il Daugava e per altro anche questo club scomparve nel 2000 quando aveva cambiato nome in LU-Daugava.
Nel 2005 fu fondata una società chiamata FSK Daugava-90 Rīga che, nell'anno in cui giunse in massima serie fu chiamato Daugava Riga; ma già l'anno seguente il club cambiò nome. Sorte analoga ha subito il Jūrmala-VV, club di massima serie di Jūrmala, che nel marzo del 2012 fu chiamato Daugava Riga e a fine 2014 fallì.
Da segnalare anche che il FC Ditton Daugavpils, squadra di massima serie di Daugavpils, che, dal 2007 al fallimento di fine 2014, fu chiamata Daugava.

## Palmarès

### Competizioni nazionali
- Pervaja Liga: 1

1985
- Vtoraja Liga: 1

1981 Zona 8
- Coppa di Lettonia: 1

1990

### Altri piazzamenti
- Pervaja Liga:

Terzo posto: 1986, 1987
- Coppa di Lega lettone:

Terzo posto: 2013, 2014